# أهبة التخثر
أُهْبَةُ التَّخَثُّر (بالإنجليزية: Thrombophilia)‏ أو فرط الخثورية هو اضطراب في عملية تخثر الدم التي تؤدي إلى زيادة حدوث الخثار داخل الأوعية الدموية. احتمالية حدوثه مرتفعة، ولكن حدوثه في معظم الحالات يكون بسبب وجود عوامل الخطورة لدى بعض المرضى. لا يوجد علاج خاص بهذا المرض ولكن استمراره لفترات طويلة  قد يكون أحد دواعي استعمال مضادات التخثر.

## العلامات والأعراض
من أكثر الأمراض شيوعا المرافقة لمرض أهبة التخثر هي الخثار الوريدي العميق والانصمام الرئوي. علامات الخثار الوريدي العميق هي انتفاخ واحمرار القدمين مع الإحساس بالألم فيهما. قد ينتشر التجلط الدموي للأوعية الدموية بالرئتين مسببا ضيق النفس، ألم في الصدر وارتجافات القلب وفي النهاية توقف للقلب. بالإضافة، الخثار الوريدي قد يحدث في أماكن غير واردة مثل الأوردة في المخ والكبد والكليتين.
بالنسبة للحوامل، فإنه أحد أسباب الإجهاض المتكرر ومضاعفات الحمل كالإملاص، تسمم الحمل وانفصال المشيمة الباكر.

## الأسباب
أهبة التخثر قد تحدث بسبب عوامل وراثية (خلقية) أو مكتسبة. العوامل الوراثية هي العوامل الي تزيد من نسبة حدوث الخثار من بداية الحياة، اما المكتسبة فهي العوامل الي تؤدي إلى خثار لاحقا في الحياة.

### 1-	وراثية
من أهم الأسباب الوراثية واكثرها شيوعاً هي ارتفاع نشاط عوامل التخثر وهي بالعادة معتدل الشدة، ولهذا تصنف «النوع الثاني». ومن أهم الأمثلة على هذه الأسباب هي زيادة البروثرومبن والعامل الخامس ليدن.
ومن الأسباب الوراثية النادرة هو النقص في مضادات التخثر الطبيعية بالجسم ويصنف هذا النوع بـ «النوع الأول»، وهو أكثر عرضة للتطور لحدوث الخثار. من الأمثلة على هذا النوع نقص بروتين سي واس ونقص مضادات الثرومبن 3. كذلك من الأسباب النادرة هي طفرة الجينية للعامل الثالث عشر و familial dysfibrinogenemia .
فصيلة الدم قد تكون مهمة في تحديد خطر حدوث هذا المرض، الأشخاص الذين لدهم فصيلة دم غير O لديهم 2-4 اضعاف زيادة خطر لحدوث الخثار.

### 2-	مكتسبة
هناك عدد من الأمراض تزيد احتمالية حدوث مرض أهبة التخثر. ومن هذه الأسباب متلازمة الشحم الفسفوري، الذي يحدث بسبب مهاجمة الجسم المضاد لبعض مكونات الخلية مثل مضاد التخثر الذئبي، ولهذا فإنه يصنف كمرض مناعي ذاتي.
من الأمثلة على الأسباب المكتسبة مرض قلة الصفيحات المُحدَثة بالهيبارين هو مرض مناعي ذاتي تهاجم فيه الأجسام المضادة عقار الهيبارين، مما يؤي إلى نقص في عدد الصفائح الدموية. هذا المرض مرتبط بشكل وثيق مع تكوين الخثار الشرياني والوريدي. أيضا، مرض البيلة الهيموغلوبينية الانتيابية الليلية الذي يكون بسبب طفرة جينية في حين الـ (PIGA)، والتي تكمن أهميته في حماية خلايا الدم الحمراء من التلف بسبب خلايا ومركبات الجهاز المناعي. هذا المرض يزيد نسبة حدوث الخثار الوريدي وفقر الدم الانحلالي.
بالإضافة إلى ذلك، أمراض الجهاز الدموي التي تسبب بطئ في جريان الدم داخل الأوعية الدموية قد تزيد الخطورة لحدوث الخثار، على سبيل المثال مرض الأنيميا المنجليا.
أمراض السرطان كذلك، وخاصة السرطان التنقلي (السرطان الذي ينتقل من عضو إلى آخر) قد يزيد نسبة الخطورة لحدوث الخثار.
بالإضافة، لهذه الأمراض هناك مرض متلازمة الكلائية الذي من صفاته وجود بروتينات في البول والذي قد يسبب مرض التخثر.
الحمل هو من الحالات النسائية التي تتميز بها الجسم بحالة طفرة التخثر، ليحمي المرأة من نزيف بعد الولادة، قد يسبب الخثار.
استخدام حبوب منع الحمل عن طريق الفم تؤدي إلى ارتفاع هرمون الإستروجين والذي يرتبط ارتباطا دقيقا بارتفاع خطر حدوث التخثر الوريدي من ضعفين إلى 6 أضعاف.
السمنة كذلك تعتبر أحد الأسباب لحدوث الخثار. الدراسات تؤكد وجود خطوره مضاعفة عند مرضى السمنة وخصصا عند استخدام حبوب منع الحمل أو بعد العمليات الجراحية.

## طريقة التكون
أُهْبَةُ التَّخَثُّر هو مرض متعدد الأسباب لان هنالك أسباب عدة تؤدي للإصابة بهذا المرض. هذه الأسباب تشمل اختلالات بجدار الأوعية الدموية، اختلالات بسيلان الدم (بسبب عدم الحركة لمدة طويلة مثلاً) أو اختلالات بسمات الدم. أهبة التخثر قد تحدث بسبب اختلالات بسمات الدم التي تشمل اختلالات بعدد عوامل التخثر أو بروتينات الدم الأخرى التي تساهم في عملية التخثر.
عملية التخثر تبدأ بإفراز عامل النسيج من النسيج التالف. عامل النسيج يرتبط مع العامل السابع أ. هذا الارتباط يفعل العامل العاشر إلى العامل العاشر أ والعامل التاسع إلى العامل التاسع أ. العامل العاشر أ (بوجود العامل الخامس) يفعل البروثرومبين إلى الثرومبين. الثرومبين هو إنزيم في عملية التخثر، حيث أنها تصنع مادة الفبرن من مادة الفبنرونوجين، وكذلك تفعل الكثير من الأنزيمات وعوامل التخثر (على سبيل المثال: العامل الثالث عشر، الحادي عشر، الثامن والخامس) الذي يعزز تكوين الخثرة. عملية التخثر تُثبط عن طريق مثبطات عامل النسيج (التي تعطل أول خطوة التي تحفز من قبل العامل السابع أ الذي يعرف بالعامل النسيج)، مثبطات الثرومبن (التي تعطل الثرومبن، العامل التاسع أ، العاشر أ، الحادي عشر أ)، بروتين س (الذي يعطل العامل الخامس أ والعامل السابع أ بوجود بروتين اس) وبروتين ز (الذي يعطل العامل العاشر أ).
في مرض أُهْبَةُ التَّخَثُّر، التوازن مابين مساعدات التخثر ومضادات التخثر يختل. شدة الاختلال تحدد احتمالية الشخص لتكوين الخثار. لو كان هناك اضطراب بسيط في البروتينات، على سبيل المثال نقص في مضادات الثرومبن إلى 70-80% من المستوى الطبيعي، بإمكانها زيادة الخطر من الإصابة بالخثار، على النقيض من الهيموفيليا، الذي يحدث فقط عندما مستوى عوامل التخثر يتناقص بشدة.
بالإضافة إلى اثرها في تكوين الخثار، حالة التخثر المفرط قد يسارع تكوين تصلب الشرايين، المرض الذي يسبب الجلطة القلبية وانواع أخرى من أمراض القلب.

## التشخيص
الفحوصات لمرض أُهْبَةُ التَّخَثُّر تشمل تحليل دم شامل (مع فحص الدم تحت المجهر)، اختبار زمن البروثرومبين، اختبار زمن الثرومبوبلاستن الجزئي، اختبار زمن الثرومبين، اختبار ديناميكا الثرومبين، اختبار زمن الريبلاتيز، اختبار مانع التخثر الذئبي، اختبار مضادات الكارديوليبن، مضادات البرويتن السكري 1 بيتا 2، اختبار الفايبرونجين، اختبار العامل 5 ليدن، الطفرة الجينية لجين البروثرومبن ومستوى الهيموسيستن. الفحوصات قد تكون أكثر أو اقل شمولية اعتماداً على القرار الإكلينيكي والاختلالات التي وجدت في الفحوصات الأولية.

## التحري (الفحص المبكر)
هنالك آراء مختلفة ما إذا الشخص الذي لدية حادثة غير مبررة من الخثار ان يفحص لأهْبَةُ التَّخَثُّر. حتى المرضى الذين لديهم أهبة التخثر قد لا يكون معرضين بخطورة للخثار. الحوادث المتكررة من الخثار يكون أكثر في الأشخاص الذي عانو من خثار سابقاً حتى وان لم يكن لديهم أي اضطرابات تخثرية. الحوادث المتكررة من الخثار في أماكن غير اعتيادية (على سبيل المثال العرق الكبدي) يعتبر إشارة للتحري. التحري يكون أكثر فعالية من حيث التكلفة في الأشخاص الي لديهم تاريخ مريض أو تاريخ عائلي للخثار. علي النقيض، الخليط من أهبة التخثر وعوامل خطورة أخرى قد تكون إشارة للعلاج الوقائي. التحري لاضطربات التخثر عادة لا يعًمل للمرضى الذين ليس لديهم علامات للتخثر. على سبيل المثال: إذا كان الخثار حدث بسبب الجلوس لمدة طويله بسبب عملية جراحية للعظام، ويعتبر ذلك مفتعل بسبب الاستيقاف (الجلوس لمدة طويلة) والجراحة، في هذي الحالات الفحوصات لديها فرصة ضئيلة لإيجاد اضطراب بالدم أو بعوامل التخثر.
عندما انصمام خثاري يحدث بسبب عوامل خطورة أساسية مثل الجلوس لمدة طويلة، العمليات الجراحية، الحوادث فإن الفحص لإهبة التخثر لا ينصح به لان نتائج الفحوصات لن تغير علاج المعين للمريض. في عام 2013، الجميعة الإمريكية لإمراض الدم حذرت ضد افراط استخدام الفحوصات المبكرة لإهبة التخثر: لانها ممكن ان تنتج نتائج اجابية خاطئة نتيجة استخدام هذي الفحوصات التي تؤدي إلى تشخصيات غير مناسبة للاشخاص وعلاجمهم بمضادات التخثر بدون أي حاجة طبية.
في المملكة المتحدة، المبادئ التوجيهية تعطي اشاراة دقيقة لفحص أهبة التخثر. حيث ينصح ان الفحوصات تعمل فقط بعد استشارة طبية، لذلك الفحوصات عادة لا تعمل في وقت التشخيص في وقت تالي. في حالات محددة، على سبيل المثال تخثر عروق الكى، الفحوصات لأهبة التخثر لا تشجع لان أهبة التخثر لا تعتبر عامل خطورة أساسي. في حالات نادرة أخرى متعلقة بحالة التخثر المفرط، على سبيل المثال تخثر عروق المخ وتخثر وريد الباب، ليس هنالك ادلة كافية للاستفادة من عمل فحوصات أهبة التخثر والقرار في عمل الفحوصات في تلك الحالات يعتبر ليس مبنياً على ادلة علمية.
الإجهاض المتكرر يعتبر إشارة للفحص لأهبة التخثر، بالتحيدي مضادات التخثر الذئبية ومضادات الكارديوليبن والعامل الخامس ليدن والطفرة الوراثية في جين البروثرومبين.
النساء الذين يخططون لاستخدام وسائل حبوب منع الحمل لا يستفيدون من الفحوصات الاعتيادية لأهبة التخثر، لان ليس لديهم أي خطورة لحدوث الخثار. إذا كان المراة أو إحدى من الاقارب من الدرجة الأولى حدث له الخثار، الخطر من تكوين خثار يزداد. فحص هذه الفئة ممكن ان يكون مفيد.
الفحص لأهبة التخثر في المرضى الذين لديهم خثار شرياني تعتبر عامةَ غير مجدية ولا تُشجع، باستثناء مرضى صغار السن (بسبب التدخين أو استخدام حبوب منع الحمل) والذين عملية إعادة التوعي فشلت بسبب الانغلاق السريع للطعم.

## العلاج
ليس هنالك علاج معين أُهْبَةُ التَّخَثُّر، مالم تحدث بسبب حالة مرضية (مثلا بسبب المتلازمة الكلائية)، في هذه الحالات العلاج للحالة المرضية. في الحالات الغير مبررة أو في حالات تكرار الخثار أو في أنواع خطرة من أهبة التخثر، أهم قرار هو استخدام أدوية مضادات التخثر مثل الوارفارين لمدة طويلة لتقليل احتمالية حدوث وقائع أخرى لأهبية التخثر. الفائدة يجب أن تثارن بالخطورة من استخدام هذه الادوية التي تؤدي إلى النزيف، كما هو الخطر المذكور ان نسبة حدوث النزيف أكثرمن 3% كل سنة، و 11% منهم يتوفون بسبب النزيف.
الخطورة من إعادة حدوث الخثار يحدد أساسيا عن طريق عدة عوامل، على سبيل المثال شدة الخثار، ما إذا كان الخثار مفتعل (كما في الحمل والجلوس الطويل بعد العلمليات)، عدد مرات حالات التخثر سابقاً، السرطان، السمنة ومتلازمة تالٍ للخثار.
المرضى الذين لديهم متلازمة الشحمي الفسفوري ممكن ان يمنحوا ادوية مضادات التخثر على امد طويل بعد أول حدث غير مفتعل للخثار. الخطر يحدد عن طريق نوع الجسم المضاد الذي وُجد لدى المريض.
الإناث الذين لديهم أهبة التخثر من يخططون للحمل أو الإناث الحوامل يجب أن يمنحوا بدائل للوارفريين، خصوصا في أول 13 أسبوع من الحمل، لانه ممكن ان يضر الجنين. الهيبارين عادة يستخدم كبديل. في النساء المرضعات، الهيبارين والوارفريين كلاهما امن.

## حالة سير المرض
في الشخص السليم، احتمالية حدوث مرض التخثر بسن 60 هو 12%. بنسبة 60% من الأشخاص ممن لديهم نقص في مضادات الثرومبن سيعاني من التخثر على الأقل مرة واحدة بسن 60، بينما من لديهم نقص ببروتين سي فاحتمالية الحدوث هي 50%. بالمقابل، من يعانون من العامل الخامس ليلدن فسيعانون على اقل تقدير حدث واحد من التخثر بنسبة 15% بعمر 60. عادة مرضة العامل الخامس ليدن لايحدث لهم الخثار مالم يكن هناك عامل خطورة آخر، مثل الجلوس لمدة طويلة بعد العمليات الجراحية. بشكل عام، الرجال أكثر عرضة لحدوث مرض التخثر من النساء. أغلب من يعانون من الطفرة الجينية في جين البروثرومبن لايصابون بالتخثر على الإطلاق

## الانتشار
النوع الأول من أُهْبَةُ التَّخَثُّر نادرة. نقص في مضادات الثرومبن يوجد بنسبة 0.2% من عموم السكان، و 0.5-7.5% في مرضى أهبية التخثر الوريدي. نقص بروتين سي يوجد بنسبة 0.2% في عموم السكان، و 2.5-6% في مرضى أهبية التخثر. نسبة نقص بروتين اس في عموم السكان غير معلومه، و 1.3-5% في مرضى اهبية التخثر.
النوع الثاي من أهبية التخثر أكثر شيوعاً. العامل الخامس ليدين يوجد بنسبة 5% من عموم السكان في أوروبا الشمالية، و 10% من مرضى أهبية التخثر. بالإضافة، 30-50% من الأشخاص الي يُفحصون لأثنة التخثر يوجد عندهم هذا العامل.
الطفرة الجينية في جين البروثرومبن يحث في 1-4% في عموم السكان، لكن في مرضى أهبة التخثر يوجد بنسبة 5-10% و 15% من المرضى الذين يًفحصون لهذا المرض.
انتشار متلازمة مضادات الشحم الفسفوري غير معلومة، لكن 24% من المرضى بأهبة التخثر لديهم هذه المضادات.

## روابط خارجية
- "Thrombophilia". Patient UK. مؤرشف من الأصل في 2012-07-25.